# استاندارد لایف

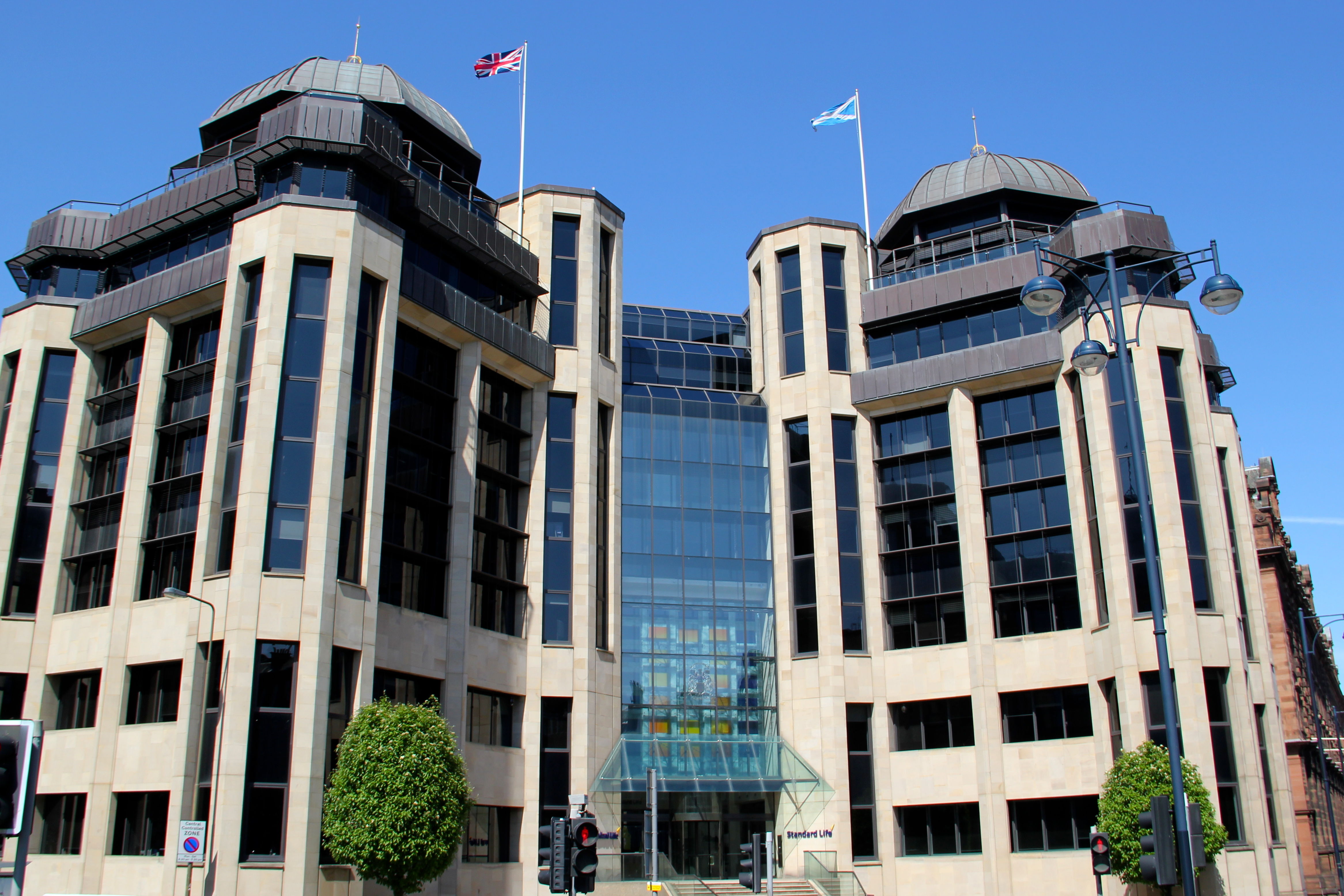
ساختمان مرکزی شرکت استاندارد لایف در شهر ادینبرو

استاندارد لایف (به انگلیسی: Standard Life) شرکت خدمات مالی اسکاتلندی است، که در زمینه مدیریت سرمایه‌گذاری، مدیریت دارایی و ارائه خدمات بیمه فعالیت می‌کند.
شرکت استاندارد لایف در سال ۱۸۲۵ تأسیس شد و در حال حاضر دارای ۱٫۵ میلیون سهام‌دار در ۵۰ کشور و بیش از ۶ میلیون مشتری می‌باشد.
دفتر مرکزی این شرکت در شهر ادینبرو، اسکاتلند قرار دارد و بخشی از سهام آن در بازار بورس لندن معامله می‌شود.